# Chauliodus sloani

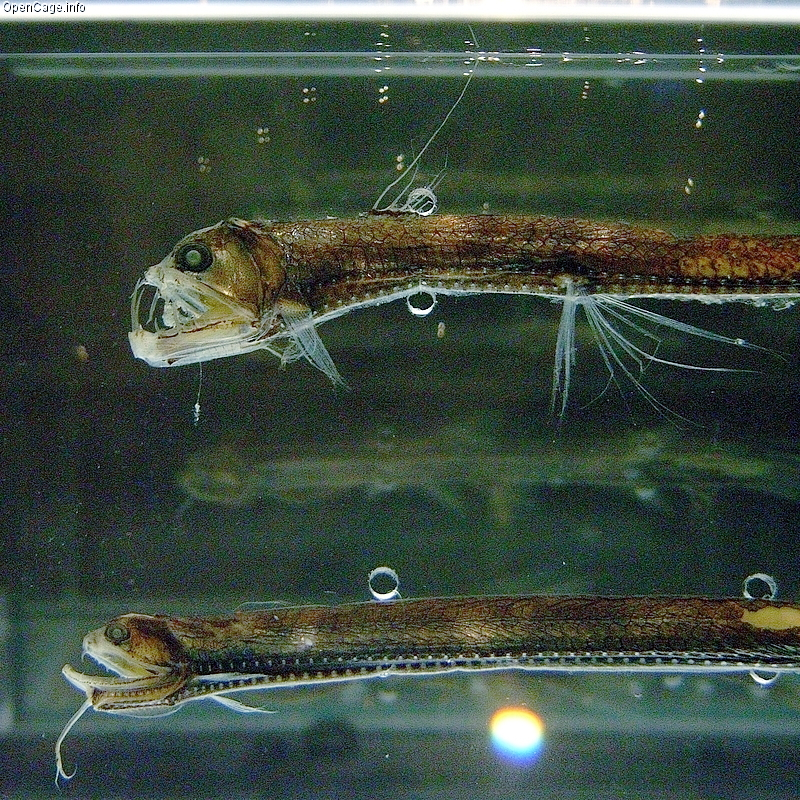
C. sloani (in alto) e Stomias boa (in basso)

Il pesce vipera (Chauliodus sloani), detto anche vipera di mare o cauliodo di Sloane, è un pesce d'acqua salata che appartiene alla famiglia degli Stomiidae.

## Distribuzione e habitat
Questo pesce vive negli abissi delle acque tropicali e temperate di tutti gli oceani. È stato trovato in più del 25% delle acque del globo, e risulta essere pertanto la specie marina con più alta distribuzione tra quelle finora studiate. È stata riscontrata la sua presenza anche nel Mediterraneo occidentale. Durante il giorno staziona fra i 500 e i 3000 m di profondità; durante la notte nuota vicino alla superficie del mare.

## Descrizione
È munito di una mandibola disarticolabile che gli consente di divorare prede di grosse dimensioni. I denti ricurvi sono così lunghi che gli impediscono di chiudere la bocca. Le sue squame sono azzurrine, più scure sul dorso e sul ventre. I fotofori, oltre che nella bocca, sono disposti in doppie file anche sui fianchi, sul ventre e alcuni pure sulla testa. 

La lunghezza del pesce vipera va dai 30 ai 60 cm.

### Bioluminescenza
Il pesce vipera fa parte di quegli animali marini bioluminescenti, ovvero che producono luce o per delle reazioni chimiche che avvengono all'interno del loro organismo o per mezzo di alcuni batteri, ospitati in appositi organi, i fotofori. La bioluminescenza, ovvero l'emissione biologica di luce, serve per comunicare, per catturare prede, per difendersi o mimetizzarsi. Il pesce vipera, in particolare, attira le proprie prede con circa 350 organi luminosi all'interno della bocca.

## Alimentazione
Si nutre di crostacei e pesci.

## Predatori
È predato normalmente dai delfini, da alcuni squali (Centroscymnus coelolepis e Galeus melastomus), nonché da altri pesci (merluzzi, lampughe).